# بورجس پارک

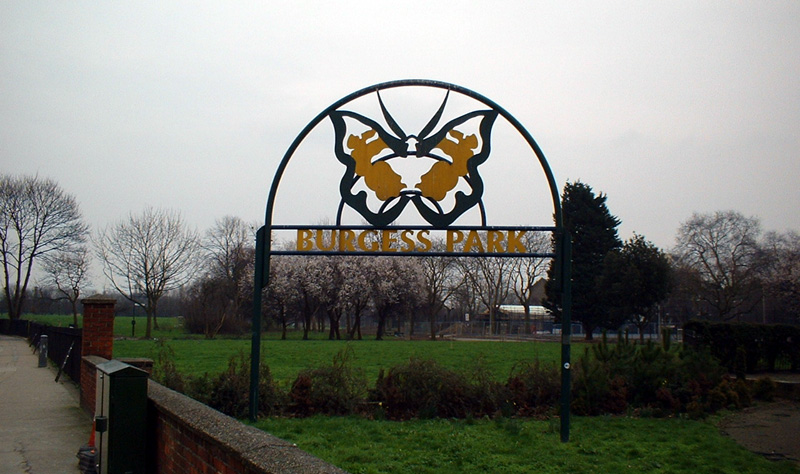
Park sign on Camberwell Road

نقشه بورجس پارک

بورجس پارک (انگلیسی: Burgess Park) یک پارک در لندن، انگلستان است.
این پارک که مابین ناحیه والوورث در شمال، کمبرول در غرب، برموندزی در شرق و پکام در جنوب در منطقه سات‌ارک لندن قرار دارد دارای ۵۶ هکتار وسعت می‌باشد.

## نگارخانه

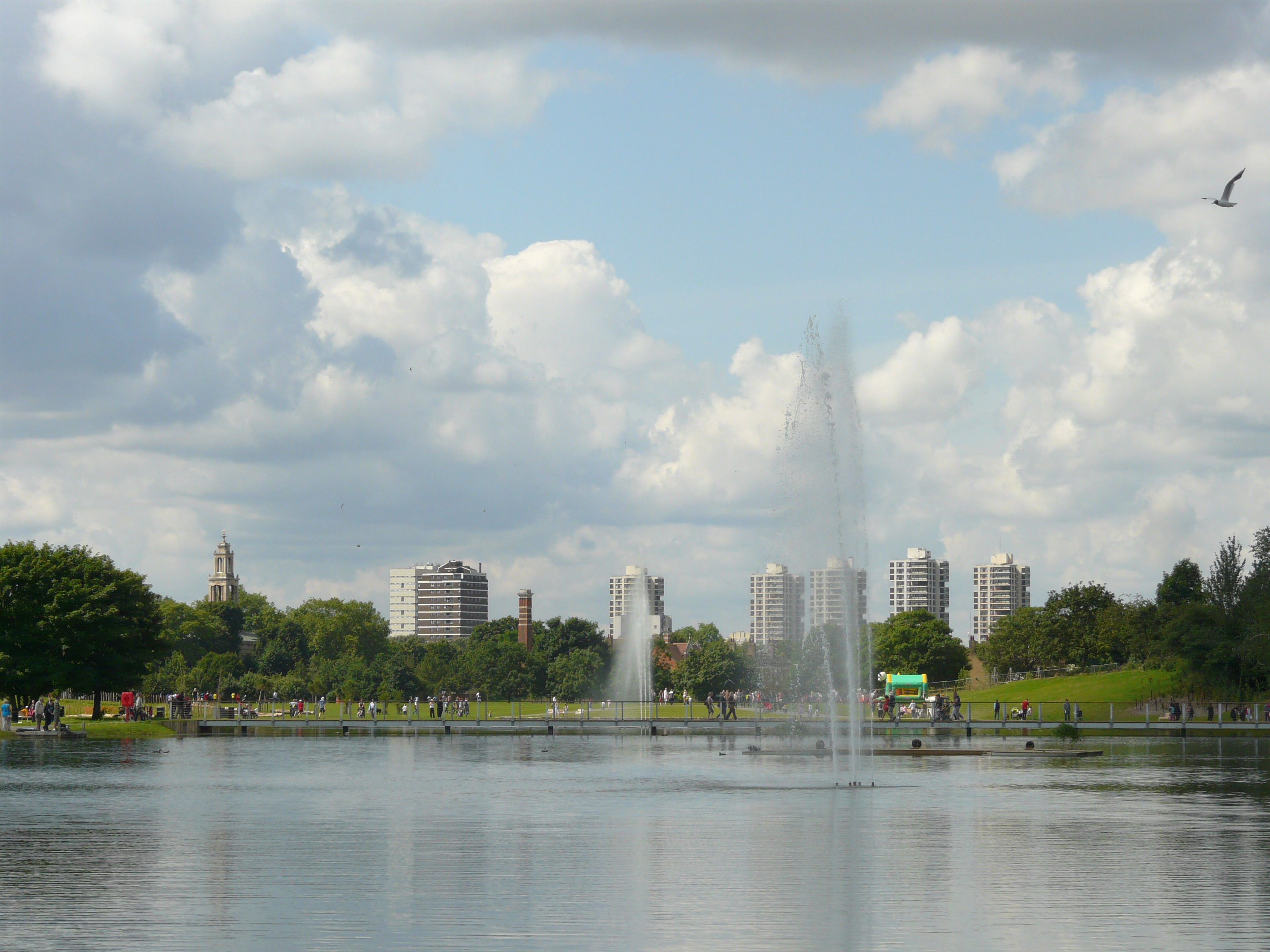
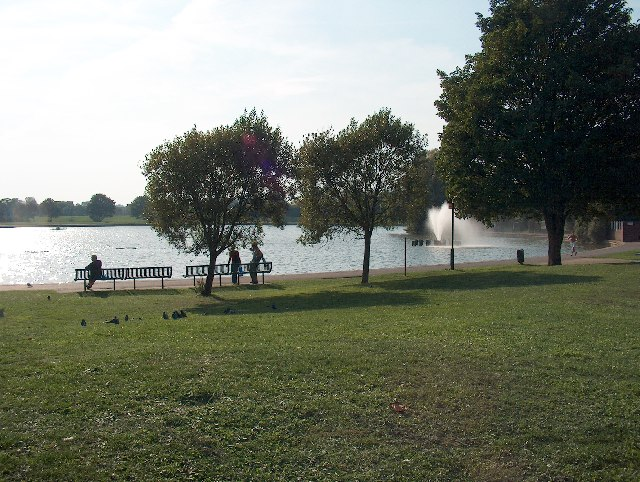
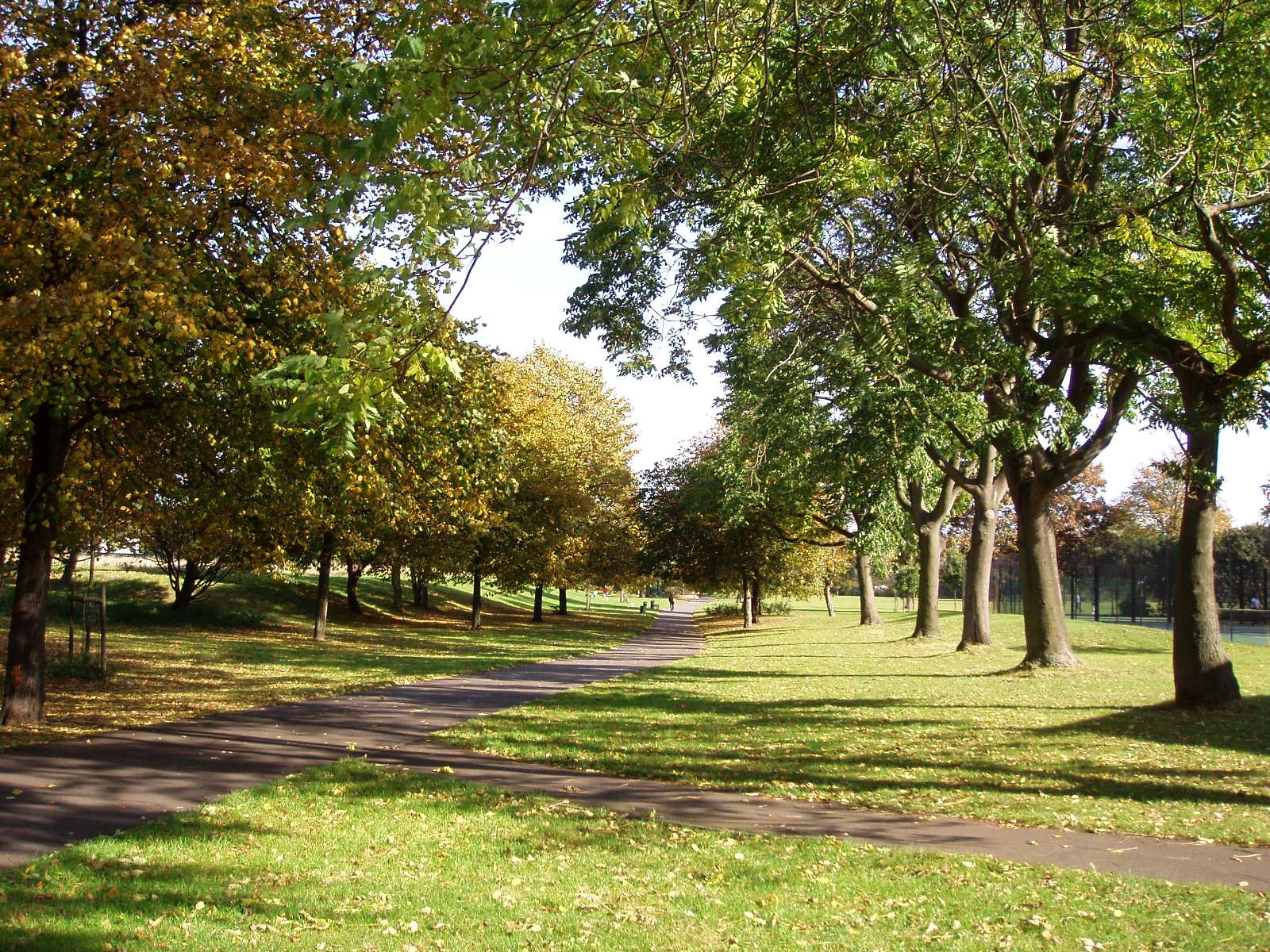
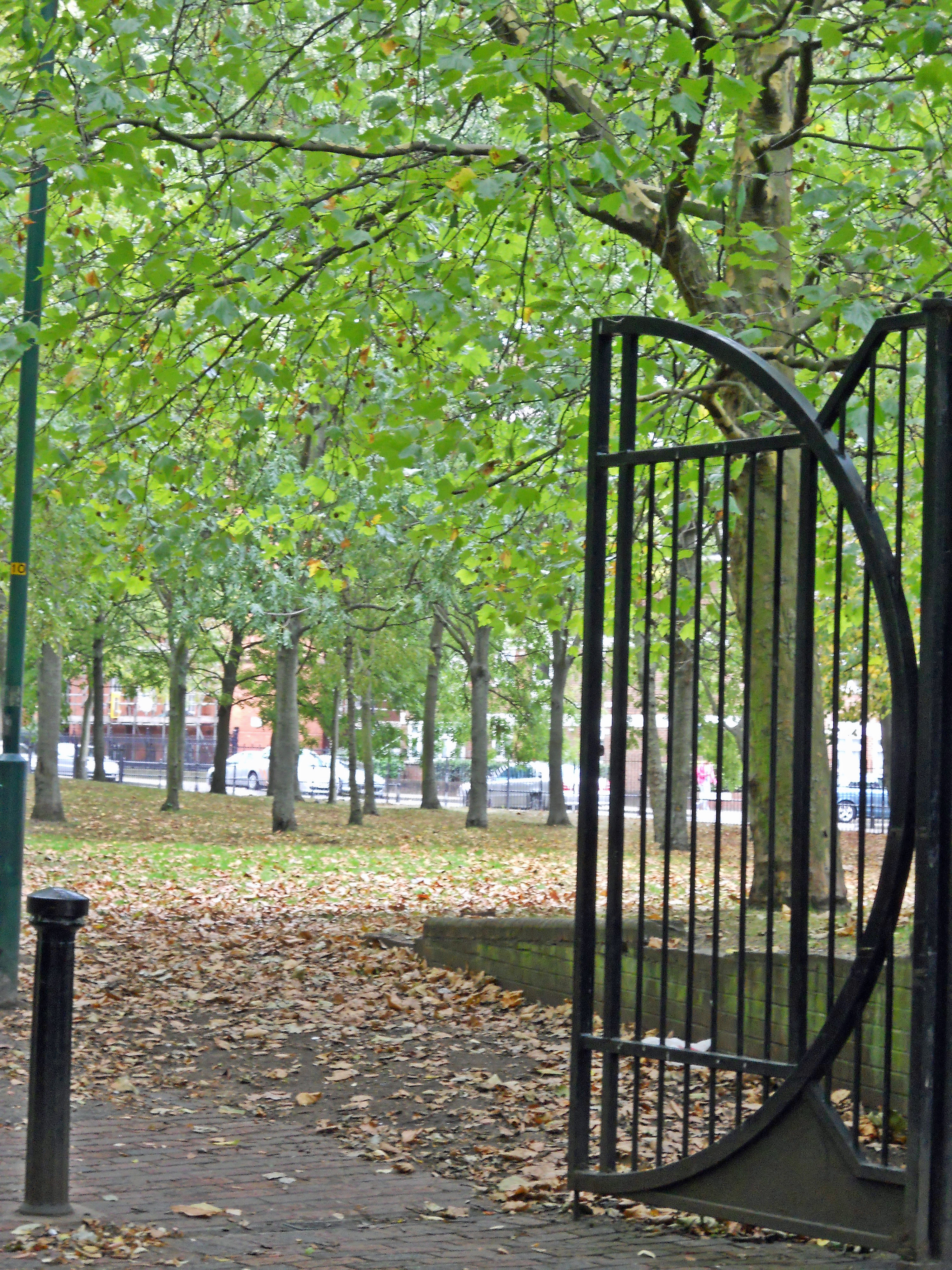